# (4622) Соловьёва
(4622) Соловьёва (лат. Solovjova) — типичный астероид главного пояса, открыт 16 ноября 1979 года советским астрономом Людмилой Черных в Крымской астрофизической обсерватории и 26 февраля 1994 года назван в честь историка Сергея Соловьёва и философа Владимира Соловьёва.

## Обнаружение и именование
(4622) Соловьёва
Открыт 16 ноября 1979 года в Научном Л. И. Черных.
Назван в память о Сергее Михайловиче Соловьёве (1820—1879) — известном русском историке и авторе многих работ по истории России. Это имя также присвоено в память о его сыне Владимире Сергеевиче Соловьёве (1853—1900) — религиозном философе, поэте и публицисте.
Оригинальный текст (англ.)4622 Solovjova
Discovered 1979-11-16 by Chernykh, L. I. at Nauchnyj.
Named in memory of Sergej Mikhailovich Solovjov (1820—1879), famous Russian historian and the author of many works on the history of Russia. The name also honors his son, Vladimir Sergeevich Solovjov (1853—1900), religious philosopher, poet and publicist.
Источники: DISCOVERY.DB; M.P.C. 23136.

## Орбита

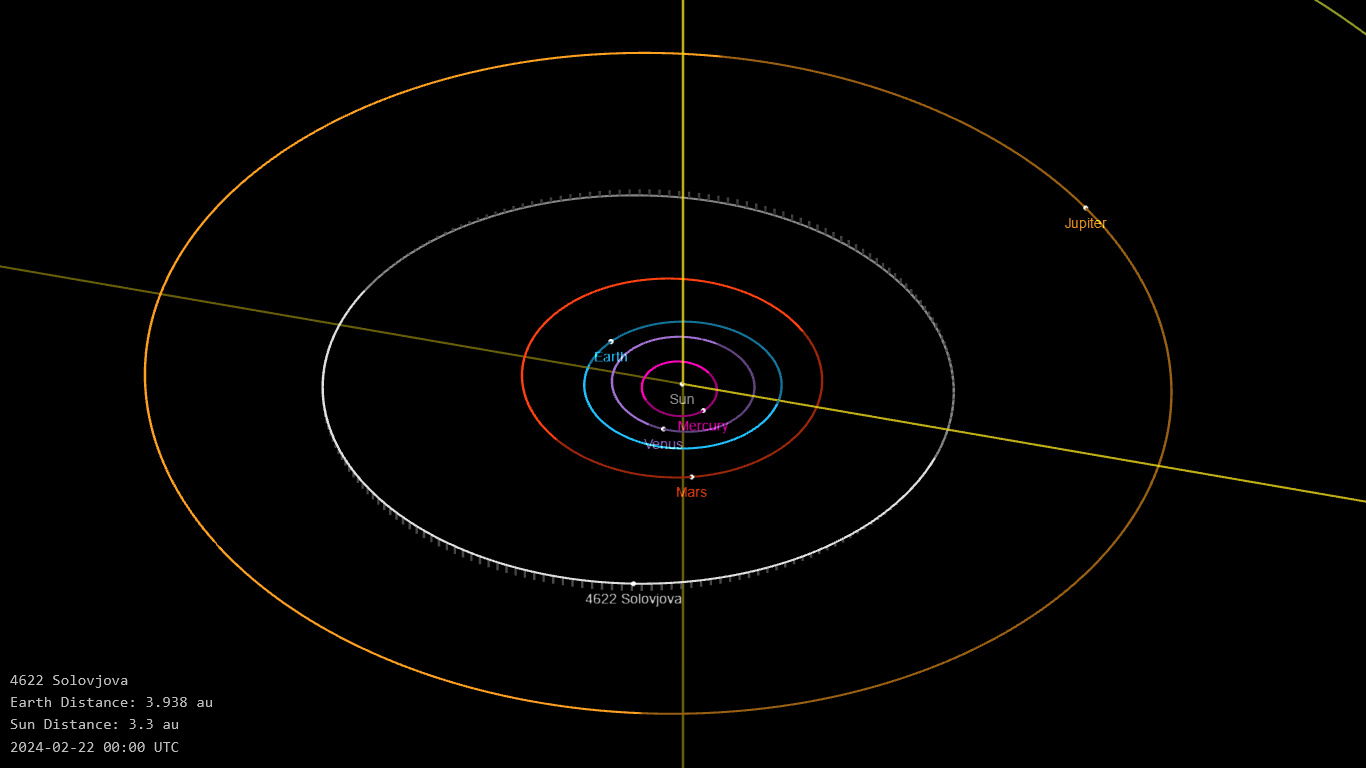
Орбита астероида Соловьёва и его положение в Солнечной системе

## Физические характеристики
Астероид относится к таксономическому классу C.
По результатам наблюдений в видимом и ближнем инфракрасном диапазоне космического телескопа NEOWISE диаметр астероида оценивался равным 11,856±0,289 км, 12,7±1,3 км и 14,83±5,03 км. Согласно тем же источникам альбедо оценивается как 0,1045±0,0149, 0,09±0,02, 0,105±0,015 и 0,047±0,045.